# امیر حاج رضایی
امیر حاج رضایی (زادهٔ ۱۳ شهریورِ ۱۳۲۵، تهران) بازیکن و مربی پیشین و کارشناس فوتبال اهل ایران است.

## زندگی شخصی
او در خیابان خراسان در جنوب تهران بدنیا آمد. طیب حاج‌رضایی، عموی او، نیز از چهره‌های شناخته‌شده در کودتای ۲۸ مرداد است که در سال ۱۳۴۲ توسط حکومت محمدرضا پهلوی تیرباران شد.

## فعالیت ورزشی

#### بازیکن
حاج‌رضایی در دهه ۱۳۵۰ و در رقابت‌های جام تخت جمشید، به عنوان بازیکن در تیم‌های کیان تهران، راه‌آهن، برق و ماشین‌سازی تبریز فعالیت داشته است.

#### مربی
پس از دوران بازیگری، حاج‌رضایی به عنوان مربی و کارشناس فوتبال و تحلیل بازی‌ها فعالیت خود را ادامه داد.